# 竹岡信幸

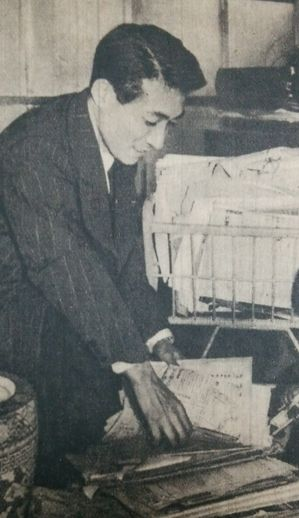
1948年

竹岡 信幸（たけおか のぶゆき、1907年（明治40年）7月31日 - 1985年（昭和60年）9月9日）は、昭和期の日本の作曲家。

## 経歴
神奈川県横浜市出身。
古賀政男の後輩にあたり、明治大学マンドリン倶楽部を経て作曲家になった。1934年（昭和9年）、「赤城の子守唄」の大ヒットで一躍人気作家となった。コロムビアレコードを中心に活躍し、数々の曲を作曲した。
夫人は1932年のロサンゼルス五輪水泳代表選手で、のちに宝塚歌劇団（23期生、芸名「水尾みさを」）を経て映画界入りした女優の横田みさを。

## 代表曲
- 『海のセレナーデ』（昭和8年3月）［時雨音羽作詞、歌：春山一夫］
- 『青春無情』（昭和8年9月）［西條八十作詞、歌：東海林太郎］
- 『夢の龍胆』（昭和8年11月）［久米正雄作詞、歌：東海林太郎］
- 『赤城の子守唄』（昭和9年2月）［佐藤惣之助作詞、歌：東海林太郎］（第7回NHK紅白歌合戦にて歌唱）
- 『城ヶ島夜曲』（昭和9年6月）［浜野耕一作詞、歌：東海林太郎］
- 『下田夜曲』（昭和11年3月）［高橋掬太郎作詞、歌：音丸］
- 『人妻椿』（昭和11年11月）［高橋掬太郎作詞、歌：松平晃］
- 『赤城しぐれ』（昭和12年1月）［久保田宵二作詞、歌：霧島昇］
- 『潮来月夜』（昭和12年7月）［久保田宵二作詞、歌：音丸］
- 『悲しき子守唄』（昭和13年11月）［西條八十作詞、歌：ミス・コロムビア］
- 『支那の夜』（昭和13年12月）［西條八十作詞、歌：渡辺はま子］
- 『朝月夕月』（昭和14年5月）［西條八十作詞、歌：ミス・コロムビア］
- 『長崎のお蝶さん』（昭和14年9月）［藤浦洸作詞、歌：渡辺はま子］
- 『白蘭の歌』（昭和14年12月）［久米正雄作詞、歌：伊藤久男、二葉あき子］
- 『かくて神風は吹く』（昭和20年2月）［高橋掬太郎作詞、歌：高倉敏、近江俊郎］
- 『東京の夜』（昭和22年5月）［西條八十作詞、歌：藤山一郎、渡辺はま子］
- 『東京の人よさようなら』（昭和31年5月）［石本美由起作詞、歌：島倉千代子］
- 『月夜がらす』（昭和31年8月）［野村俊夫作詞、歌：山形英夫］
- 『日立製作所　大みか工場歌』（昭和49年）[西沢爽作詞（原案：工場内公募）、歌：三鷹淳]
- 『日立クレジット社歌』（昭和57年）［石本美由起作詞（原案：社内公募）、歌：三鷹淳］